# Người Sami
Người Sami (cũng gọi là người Sámi, người Saami, từng được gọi là người Lapp hay người Lapland) là một dân tộc Finn-Ugria cư ngụ tại vùng Bắc Cực thuộc Sápmi, ngày nay bao gồm phần miền bắc của Na Uy, Thụy Điển, Phần Lan, và bán đảo Kola (Nga).
Người Sami là dân tộc bản địa duy nhất tại Scandinavia được công nhận và bảo hộ dưới hiệp định quốc tế về người bản xứ, và là tộc người bản địa sinh sống xa nhất về phía bắc tại châu Âu. Vùng "đất tổ" Sami không được xác định rõ ràng.
Theo Joshua Project người Saami có 10 nhóm chính, trong đó nhóm lớn nhất là Finnish Tornedalen có 71 ngàn người, và Saami Bắc (Northern Saami) có 43 ngàn người.
Ngôn ngữ truyền thống của người Sami là các ngôn ngữ Sami, một nhánh trong hệ ngôn ngữ Ural.
Theo truyền thống người Sami có thể đánh bắt cá tại vùng duyên hải, bẫy thú, hay chăn cừu, nhưng họ được biết đến nhiều nhất như những người bán du mục chăn tuần lộc. Hiện nay chỉ khoảng 10% người Sami còn liên hệ với việc chăn tuần lộc, một công việc cung cấp cho họ thịt, lông, và cả sự chuyên chở. Chỉ 2.800 người Sami làm công việc chăn tuần lộc hằng ngày. Vì lý do tập quán, môi trường, văn hóa, và chính trị, nghề chăn tuần lộc được bảo vệ hợp pháp chỉ đối với người Sami ở một số vùng thuộc các nước Bắc Âu.